# فريق مراقبي الأمم المتحدة لقطاع أوزو
فريق مراقبي الأمم المتحدة لقطاع أوزو (UNASOG) كانت بعثة مراقبة تابعة للأمم المتحدة تم نشرها في قطاع أوزو في جمهورية تشاد. أنشئت في أعقاب نزاع قطاع أوزو بموجب قرار مجلس الأمن رقم 915 الصادر في 4 أبريل 1994، كان تفويض البعثة «التحقق من انسحاب الإدارة والقوات الليبية من قطاع أوزو وفقًا لقرار المحكمة العدل الدولية».
انتشرت البعثة في قطاع أوزو في جمهورية تشاد في الفترة من 4 مايو إلى 6 يونيو 1994، وكانت تتألف من 15 فردًا فقط، منهم تسعة عسكريون وستة مدنيون. تم توفير أفراد البعثة من دول
مثل بنغلاديش، غانا، هندوراس، كينيا، ماليزيا ونيجيريا، وتم الحصول عليهم بشكل أساسي من بعثة المينورسو الحالية.
كانت ميزانية البعثة 64471 دولارًا أمريكيًا، تم الحصول عليها من خلال التصويت السنوي المنتظم للأمم المتحدة. كانت المجموعة بقيادة العقيد مازلان بهام الدين، وتم سحبها بعد أن أعلن طرفا النزاع أن الانسحاب من المنطقة قد انتهى بنجاح، مع إنهاء المهمة بموجب قرار مجلس الأمن رقم 1926. لم تكن هناك وفيات بين الأفراد البعثة المنتشرة.